# Drew Bagnall
Drew Bagnall (Kanada, Manitoba, Oakbank, 1983. október 26. –) profi jégkorongozó.

## Karrier
Komolyabb junior karrierjét az SJHL-es Battlefords North Starsban kezdte 2002–2003-ban. A 2003-as NHL-drafton a Dallas Stars választotta ki a hatodik kör 195. helyén. 2003-tól a St. Lawrence Universityn játszott. Az egyetemi csapatban egészen 2007-ig volt kerettag. 2007-ben megkezdte felnőtt pályafutását az ECHL-es Reading Royalsban és tíz mérkőzés után felkerült az AHL-es Manchester Monarchsba. A Monarchsban 2007 és 2010 között volt kerettag. 2011. április 18-án bemutatkozott az NHL-ben a Minnesota Wild csapatában az Edmonton Oilers ellen. Még egy mérkőzést játszhatott a legfelső osztályban. Eztán az AHL-es Houston Aerosban folytatta a szezont. Bejutottak a Calder-kupa rájátszásába és a döntőben elbuktak 4–2-es összesítéssel a Binghamton Senators ellen.

## Karrier statisztika
| 2002–2003        | Battlefords North Stars | SJHL             | 59  | 17 | 47 | 64 | 252 | —  | — | — | — | —  |
| 2003–2004        | St. Lawrence University | ECAC             | 40  | 5  | 13 | 18 | 61  | —  | — | — | — | —  |
| 2004–2005        | St. Lawrence University | ECAC             | 37  | 7  | 12 | 19 | 68  | —  | — | — | — | —  |
| 2005–2006        | St. Lawrence University | ECAC             | 24  | 1  | 9  | 10 | 32  | —  | — | — | — | —  |
| 2006–2007        | St. Lawrence University | ECAC             | 39  | 6  | 19 | 25 | 74  | —  | — | — | — | —  |
| 2007–2008        | Reading Royals          | ECHL             | 10  | 1  | 2  | 3  | 32  | —  | — | — | — | —  |
| 2007–2008        | Manchester Monarchs     | AHL              | 54  | 1  | 11 | 12 | 115 | 4  | 0 | 0 | 0 | 4  |
| 2008–2009        | Manchester Monarchs     | AHL              | 79  | 0  | 6  | 6  | 150 | —  | — | — | — | —  |
| 2009–2010        | Manchester Monarchs     | AHL              | 58  | 2  | 10 | 12 | 113 | 16 | 0 | 3 | 3 | 21 |
| 2010–2011        | Houston Aeros           | AHL              | 72  | 0  | 2  | 2  | 112 | 24 | 1 | 1 | 2 | 22 |
| 2010–2011        | Minnesota Wild          | NHL              | 2   | 0  | 0  | 0  | 4   | —  | — | — | — | —  |
| 2011–2012        | Houston Aeros           | AHL              | 72  | 2  | 12 | 14 | 98  | 4  | 0 | 0 | 0 | 8  |
| 2012–2013        | Houston Aeros           | AHL              | 47  | 1  | 5  | 6  | 88  | 5  | 0 | 0 | 0 | 6  |
| 2013–2014        | Rochester Americans     | AHL              | 51  | 0  | 6  | 6  | 88  | —  | — | — | — | —  |
| NHL Összesített  | NHL Összesített         | NHL Összesített  | 2   | 0  | 0  | 0  | 4   | —  | — | — | — | —  |
| AHL Összesített  | AHL Összesített         | AHL Összesített  | 435 | 6  | 52 | 31 | 764 | 53 | 1 | 4 | 5 | 61 |
| ECAC Összesített | ECAC Összesített        | ECAC Összesített | 130 | 19 | 53 | 72 | 275 | —  | — | — | — | —  |